# 義妹生活
《義妹生活》（日语：／ Gimai Seikatsu）是三河Ghost所著的日本輕小說，由Hiten擔綱插畫。原本是三河Ghost所創作的日本YouTube頻道故事作品，及以此為基礎所衍生的媒體混和作品。
2021年1月起經KADOKAWA出版發行輕小說實體書。改編漫畫由作畫，於同年7月16日起於《少年Ace plus》開始連載。
2022年7月24日，在MF文庫J「夏之學園祭2022」特別網路節目中，宣佈將改編為電視動畫，聲優陣容沿用YouTube版的陣容。將以小說版的故事為基礎進行製作，於2024年7月至9月播放。

## 故事簡介
淺村悠太在高中二年級17歲那年，因父親再婚而多了個義妹。他的新妹妹綾瀨沙季跟他同齡，而且還在學校同班。兩人初次見面時，沙季跟悠太說「我對你沒有任何期待，所以希望你也別對我有任何期待」，正有此意的悠太也同意了。他們因而不勉強增進兄妹情誼，維持現有像是外人般的相處模式。沙季維持舊姓，兩人在學校也不公開兄妹關係。

## 角色列表
聲優以有聲漫畫／電視動畫次序排列，僅列一人者均為電視動畫的聲優。
淺村悠太（聲：天崎滉平、石上靜香（幼少期））
高中二年級。因父親再婚而成為沙季的義兄，雖然是普通的高中生，卻總是和他人保持距離。喜歡書本到了鉛字中毒的程度。
《這本輕小說真厲害！》男性角色部門2023年版獲得第10名，2025年版獲得第6名。
綾瀨沙季（聲：中島由貴）
高中二年級。因母親再婚而成為悠太的義妹。外表搶眼，讓人以為是壞學生，在班上被孤立。
在後期中，將長髮剪成及肩的半長髮。
《這本輕小說真厲害！》女性角色部門2022年版獲得第7名，2023年版獲得第9名，2025年版獲得第10名。
奈良坂真綾（聲：鈴木愛唯）
沙季的同班同學。總是精力充沛，喜歡照顧別人，看不下去沙季被孤立的樣子，而纏上她，成為沙季的朋友。
丸友和（聲：濱野大輝）
悠太的同班同學，對悠太而已幾乎可說是校內唯一的朋友。既是棒球社社員也是御宅族。
讀賣栞（聲：鈴木實里）
大學生，悠太打工處的兼職前輩。以好事前輩的立場，支持「悠太與義妹的關係」。
藤波夏帆（聲：種崎敦美）
悠太的補習班同學，身高相當高。雙親已經去世，現和撫養她的阿姨住一起。
新圭介（聲：新井良平）
悠太的同學，對沙季有好感。
工藤英葉（聲：園崎未惠）
月之宮女子大學倫理學副教授，讀賣栞的老師。
淺村太一（聲：天崎滉平／小林親弘）
悠太的親生父親兼沙季的義父。和前妻間發生許多事情而離婚，後來和綾瀨亞季子再婚。與悠太、沙季的關係良好。
綾瀨亞季子（聲：原榮里子／上田麗奈）
沙季的親生母親兼悠太的義母。和前夫離婚後致力於工作，再婚之前一直是她獨力養育沙季。

## 製作背景
2020年4月YouTube頻道創建，本作自2020年5月起以YouTube影片形式上傳，隨後作品以小說版形式於2021年1月開始經MF文庫J（KADOKAWA）出版。插畫依然由Hiten擔任，與YouTube版相同。
根據小說版改編的漫畫由2021年7月開始於《少年Ace plus》連載，由繪畫。同月官方YouTube頻道上還上傳了漫畫版第1話的有聲漫畫。

### 經過
三河希望年輕人對輕小說產生興趣。他注意到年輕人經常使用YouTube平台，儘管他是以提供給國中生和高中生的作品為目標，但他認為在YouTube上發表作品對於長遠來看是一個不錯的選擇。因此，他決定在YouTube上推出這部作品。

### 製作
在寫作多部作品的過程中，三河得知有讀者希望能深入挖掘角色的日常生活。他對突破平凡的日常生活產生興趣，考慮精心描繪義兄妹的關係，並開始撰寫這部作品。
關於每個角色的性格和想法，三河表示「每個角色都分配到了一些自己的元素」。此外，他還會將他人的言行反映在角色身上。三河在創作中將故事的寫實感發揮到極致，同時仍具有讓讀者沉迷的魅力。
雖然三河在《義妹生活》中擔任原作，但故事的劇本是由多位編劇共同撰寫的。他表示，由於每位編劇的風格在每個劇本中都有所體現，因此往往不多做干預地直接收錄。

### 人員配置
聲優選角方面，由於他個人跟聲優經紀公司Beffect有聯繫，跟Beffect商討後，對方建議起用中島由貴和天崎滉平參與配音。
對於選用Hiten作為本作插畫師的原因，三河表示，Hiten的個人插畫正好符合他對《義妹生活》世界的想像，因此選擇了他。

### 反響
淺村悠太的聲優天崎滉平表示「他感受到一種像是大家共同參與並從零開始創作作品的溫馨感」包括觀眾在內。而綾瀬沙季的聲優中島由貴則表示，「觀眾也能感受到我自己覺得好玩和有趣的地方，讓人感到高興」。
YouTube頻道上的所有影片都設有英文字幕，部分設有西班牙文、中文和越南文字幕，三河也在自己的Twitter上表示「海外的粉絲也在增加」。

### YouTube版與小說漫畫版的差異
原作的YouTube版劇情時間軸雜亂無章，但在小說版中，故事情節按照時間軸有序地展開。此外三河表示，YouTube版描繪了「登場人物們像是在做YouTuber的形象」，但在小說版中，故事以淺村悠太的第一人稱視角推進劇情。
兩者最大的區別在於故事性的存在與否，小說版中登場人物的關係發生了巨大變化。此外，關於情感變化和成長，三河表示在小說版中比YouTube版更為豐富。
在小說版中，出現了多個在YouTube版中未曾登場的角色。

## 評價
小說第3卷出版首週，以8,370本的銷量在Oricon公信榜輕小說週榜得到第3位。截至2024年12月，系列累積發行超過100萬本。
本作獲得《這本輕小說真厲害！2022》文庫類別第7位，新作類別第3位，女主角綾瀨沙季獲得女性角色第7位，男主角淺村悠太獲得男性角色第13位，插畫師Hiten獲得插畫師第5位，2023年版獲得文庫類別第9名，2025年版獲得文庫類別第8名。2022年2月於「下一部輕小說大獎2021」獲得新作類別第2位，綜合類別第8位。

## 出版書籍

### 輕小說
| 卷數         | KADOKAWA       | KADOKAWA               | 台灣角川       | 台灣角川                                                                                   |
| 卷數         | 發售日期       | ISBN                   | 發售日期       | ISBN／EAN                                                                                  |
| ------------ | -------------- | ---------------------- | -------------- | ------------------------------------------------------------------------------------------ |
| 1            | 2021年1月25日  | ISBN 978-4-04-064726-5 | 2022年2月10日  | ISBN 978-626-321-119-3                                                                     |
| 2            | 2021年3月25日  | ISBN 978-4-04-680326-9 | 2022年6月23日  | ISBN 978-626-321-531-3 EAN 471-128-961-041-0（特裝版）                                     |
| 3            | 2021年7月21日  | ISBN 978-4-04-680607-9 | 2022年9月13日  | ISBN 978-626-321-786-7                                                                     |
| 4            | 2021年12月24日 | ISBN 978-4-04-681001-4 | 2022年11月9日  | ISBN 978-626-321-970-0                                                                     |
| 5            | 2022年4月25日  | ISBN 978-4-04-681361-9 | 2023年4月26日  | ISBN 978-626-352-444-6 EAN 471-128-961-412-8（特裝版） EAN 471-128-961-413-5（官網限定版） |
| 6            | 2022年8月25日  | ISBN 978-4-04-681656-6 | 2023年7月27日  | ISBN 978-626-352-693-8 EAN 471-128-961-461-6（特裝版）                                     |
| 7            | 2022年12月23日 | ISBN 978-4-04-682033-4 | 2023年11月13日 | ISBN 978-626-378-049-1 EAN 471-128-961-596-5（特裝版）                                     |
| 8            | 2023年4月25日  | ISBN 978-4-04-682404-2 | 2024年2月1日   | ISBN 978-626-378-390-4 EAN 471-128-961-659-7（特裝版）                                     |
| 9            | 2023年8月25日  | ISBN 978-4-04-682764-7 | 2024年7月25日  | ISBN 978-626-400-217-2 EAN 471-128-961-977-2（特裝版） EAN 471-128-961-978-9（限定版）     |
| 10           | 2024年1月25日  | ISBN 978-4-04-683233-7 | 2024年9月23日  | ISBN 978-626-400-502-9                                                                     |
| 11           | 2024年7月25日  | ISBN 978-4-04-683793-6 | 2025年3月24日  | ISBN 978-626-415-378-2 EAN 471-128-962-348-9                                               |
| 12           | 2024年10月25日 | ISBN 978-4-04-684229-9 |                |                                                                                            |
| 13           | 2025年2月25日  | ISBN 978-4-04-684554-2 |                |                                                                                            |
| another days | 2025年2月25日  | ISBN 978-4-04-684555-9 |                |                                                                                            |
| 14           | 2025年6月25日  | ISBN 978-4-04-684885-7 |                |                                                                                            |

### 漫畫
| 卷數 | KADOKAWA       | KADOKAWA               | 台灣角川      | 台灣角川               |
| 卷數 | 發售日期       | ISBN                   | 發售日期      | ISBN                   |
| ---- | -------------- | ---------------------- | ------------- | ---------------------- |
| 1    | 2022年4月26日  | ISBN 978-4-04-112284-6 | 2023年7月27日 | ISBN 978-626-352-719-5 |
| 2    | 2022年12月26日 | ISBN 978-4-04-113171-8 | 2024年3月14日 | ISBN 978-626-378-679-0 |
| 3    | 2023年9月26日  | ISBN 978-4-04-113914-1 | 2024年7月25日 | ISBN 978-626-400-244-8 |
| 4    | 2024年6月25日  | ISBN 978-4-04-115047-4 | 2025年3月20日 | ISBN 978-626-415-429-1 |
| 5    | 2025年3月24日  | ISBN 978-4-04-115957-6 |               |                        |

### 畫集
- Hiten《義妹生活 Hiten》KADOKAWA，2024年9月25日發售[68]，ISBN 978-4-04-683800-1

## 電視動畫

### 製作人員
- 原作：三河Ghost[69]
- 人物原案：Hiten[69]
- 導演：上野壯大[69]
- 劇本統籌：廣田光毅[69]
- 人物設定：仁井學[69]
- 色彩設計：桂木今里
- 美術監督：甲斐政俊
- 攝影監督：近藤慎與
- 編輯：白石
- 音響監督：小沼則義
- 音響效果：山田香織
- 音響製作：100studio
- 音樂：CITOCA
- 音樂製作：one cushion, inc、日本古倫美亞
- 動畫製作：Studio DEEN[69]
- 製作：義妹生活製作委員會

### 主題曲
片頭曲
演唱：fhána，作詞：林英樹，作曲、編曲：佐藤純一
片尾曲
演唱：Kitri，作詞：Hina、Mona，作曲：Mona

### 各話列表
| 話數   | 標題               | 劇本     | 分鏡     | 演出                           | 作畫監督 | 總作畫監督 | 首播日期      |
| ------ | ------------------ | -------- | -------- | ------------------------------ | --- | ---------- | ------------- |
| 第1話  | 外人和我回來了     | 廣田光毅 | 上野壯大 | 安東大瑛、小林美月、村田尚樹   | 森本浩文、龜谷響子、張昀、石川洋一、植竹康彥、許睿雄、羽根田弓子                                              | 仁井學     | 2024年 7月4日 |
| 第2話  | 交易與煎雞蛋       | 廣田光毅 | 福島宏之 | 中島駿                         | 森本浩文、古池由香里、澤田知世、許睿雄、羽根田弓子                                                            | 仁井學     | 7月11日       |
| 第3話  | 反射與修正         | 廣田光毅 | 上野壯大 | 上野壯大、久保太郎、村田尚樹   | 森本浩文、森川侑紀、龜谷響子、佐藤陵、伊藤智子、棚澤隆、小野亞由美、澤田知世、杉本海帆、石川洋一、許睿雄      | 仁井學     | 7月18日       |
| 第4話  | 傾向與對策         | 山田花名 | 安東大瑛 | 安東大瑛                       | 杉本梨渚、蔣杭岑、秦詩雨、韓卉、彭麗穎、澤田知世、杉本海帆、植竹康彥、森川侑紀、石川洋一、太田衣美、EN.studio | 仁井學     | 7月25日       |
| 第5話  | 深夜電影和嚴肅的人 | 笹野惠   | 小林美月 | 小林美月                       | 羽根田弓子、許睿雄、古池由香里、杉本梨渚、張昀、Rad Plus                                                      | 仁井學     | 8月1日        |
| 第6話  | 糖醋豬肉和雨       | 山田花名 | 上野壯大 | 糸賀慎太郎                     | 森本浩文、張昀、古池由香里、澤村享、井上莉花、武藤健、植竹康彥、石川洋一、Rad Plus、reboot、Studio CL         | 仁井學     | 8月8日        |
| 第7話  | 感情與暑假         | 廣田光毅 | 福島宏之 | 上野壯大、久保太郎             | 增喜美和子、張昀、吉田和香子、秦詩雨、韓卉、彭麗穎、Studio CL                                                 | 仁井學     | 8月15日       |
| 第8話  | 回應與熱牛奶       | 笹野惠   | 小林美月 | 浜名孝行                       | 石井明治、杉本梨渚、澤田知世、羽根田弓子、許睿雄、太田衣美、龜谷響子、森本浩文、植竹康彥、吉田和香子          | 仁井學     | 8月22日       |
| 第9話  | 義妹與日記         | 廣田光毅 | 上野壯大 | 上野壯大、小林美月             | 張昀、太田衣美、澤田知世、日下岳史、宮川智惠子、Rad Plus、Studio CL、無錫月靈動畫                             | 仁井學     | 8月29日       |
| 第10話 | 關係與悔恨         | 山田花名 | 中島駿   | 中島駿                         | 張昀、足立裕貴、龜谷響子、森川侑紀、古池由香里、羽根田弓子、Rad Plus、Studio CL                               | 仁井學     | 9月5日        |
| 第11話 | 兄與妹             | 廣田光毅 | 福島宏之 | 糸賀慎太郎、安東大瑛           | 杉本梨渚、張昀、杉本海帆、古池由香里、森本浩文、太田衣美、許睿雄、羽根田弓子、                                | 仁井學     | 9月12日       |
| 第12話 | 與                 | 廣田光毅 | 上野壯大 | 上野壯大、小林美月、糸賀慎太郎 | 太田衣美、宮川智惠子、王國年、澤田知世、Rad Plus、Studio CL                                                   | 仁井學、   | 9月19日       |

### 播映电视台
| 播映日期             | 播映時間（UTC+9）        | 播映電視台 | 播映地區   | 備註                     |
| -------------------- | ------------------------ | ---------- | ---------- | ------------------------ |
| 2024年7月4日—9月19日 | 星期四 21:00—21:30       | AT-X       | 日本全域   | CS放送／字幕放送／可重播 |
|                      | 星期四 22:30—23:00       | TOKYO MX   | 東京都     |                          |
|                      | 星期四 23:30—星期五 0:00 | BS11       | 日本全域   | BS放送／《ANIME+》時段   |
| 2024年7月5日—9月20日 | 星期五 2:55—3:25         | 關西電視台 | 關西廣域圏 |                          |

### BD / DVD
| 卷數 | 發行日期       | 收錄話數     | 規格編號  | 規格編號  | 規格編號   |
| 卷數 | 發行日期       | 收錄話數     | BD限定版  | BD通常版  | DVD通常版  |
| ---- | -------------- | ------------ | --------- | --------- | ---------- |
| 1    | 2024年10月25日 | 第1話—第4話  | KAXA-8881 | KAXA-8891 | KABA-11591 |
| 2    | 2024年11月27日 | 第5話—第8話  | 不適用    | KAXA-8892 | KABA-11592 |
| 3    | 2024年12月25日 | 第9話—第12話 | 不適用    | KAXA-8893 | KABA-11593 |

### 網路廣播
2024年4月29日起，由淺村悠太的聲優天崎滉平以及綾瀨沙季的聲優中島由貴所主持的網路廣播《義妹生活網路廣播 〜Radio Diary〜》在YouTube的KADOKAWAanime頻道和網路廣播電台「音泉」上播出。

## 腳註

### 來源
1. ↑  . Comic Natalie. 2022-07-24  [2022-07-25]. （原始内容存档于2023-04-11） （日语）.
2. ↑  . 義妹生活YouTube頻道. 2022-07-24  [2022-07-24]. （原始内容存档于2022-08-11） （日语）.
3. ↑  . MANTANWEB (MANTAN). 2024-01-15  [2024-01-28]. （原始内容存档于2024-01-18） （日语）.
4. 1 2 3  . コミックナタリー. ナターシャ. 2024-06-09  [2024-07-04]. （原始内容存档于2024-09-22） （日语）.
5. 1 2 3 4 5 6 7 8  三河ごーすと; 天﨑滉平; 中島由貴. . ラノベニュースオンライン (访谈) (Days). 2021-04-15  [2024-01-28]. （原始内容存档于2021-11-04） （日语）.
6. 1 2 3  . ラノベニュースオンライン (Days). 2021-07-31  [2024-01-28]. （原始内容存档于2023-04-25） （日语）.
7. ↑  このラノ2023 (2022)，第97頁.
8. ↑  このラノ2025 (2024)，第104頁.
9. ↑  このラノ2022 (2021)，第86頁.
10. ↑  このラノ2023 (2022)，第91頁.
11. ↑  このラノ2025 (2024)，第99頁.
12. ↑  . 電撃オンライン. KADOKAWA Game Linkage. 2021-07-30  [2024-09-01]. （原始内容存档于2023-04-29） （日语）.
13. 1 2 3  . Comic Natalie. 2024-09-01  [2024-09-01]. （原始内容存档于2024-09-22） （日语）.
14. 1 2  . MANTANWEB. MANTAN. 2024-03-24  [2024-09-01] （日语）.
15. ↑  . ラノベニュースオンライン (Days). 2021-01-26  [2024-01-28]. （原始内容存档于2023-05-01） （日语）.
16. ↑  堤由惟. . 現代ビジネス.  與飯田一史的访谈 (講談社). 2021-06-16: 5  [2024-01-28]. （原始内容存档于2023-04-30） （日语）.
17. 1 2 3  三河ごーすと. . アニメイトタイムズ (访谈) (アニメイト). 2021-07-20  [2024-01-28]. （原始内容存档于2022-11-30） （日语）.
18. ↑  . ln-news.com. 2021-01-25  [2021-07-29]. （原始内容存档于2021-11-04） （日语）.
19. ↑  三河Ghost [@mikawaghost].  (推文). 2021-09-16 –Twitter.
20. ↑  mikawaghost的2021年9月16日的推文、. Retrieved 2024-01-28.
21. ↑  . Oricon.   [2021-08-25]. （原始内容存档于2021-08-24） （日语）.
22. ↑  @gimaiseikatsu.  (推文). 2024-12-20  [2024-12-21] –Twitter （日语）.
23. ↑  . KADOKAWA.   [2023-06-26]. （原始内容存档于2022-01-10） （日语）.
24. ↑  @gimaiseikatsu.  (推文). 2021-11-25 –Twitter （日语）.
25. ↑  このラノ2023 (2022)，第34頁.
26. ↑  このラノ2025 (2024)，第34頁.
27. ↑  . 下一部輕小說大獎2021.   [2022-05-08]. （原始内容存档于2022-06-20） （日语）.
28. ↑  . KADOKAWA.   [2024-05-09]. （原始内容存档于2022-09-12） （日语）.
29. ↑  . 台灣角川.   [2022-05-26]. （原始内容存档于2024-07-16） （中文（臺灣））.
30. ↑  . KADOKAWA.   [2024-05-09]. （原始内容存档于2022-12-21） （日语）.
31. ↑  . 台灣角川.   [2022-05-26]. （原始内容存档于2022-06-20） （中文（臺灣））.
32. ↑  . 台灣角川.   [2022-05-11]. （原始内容存档于2022-06-22） （中文（臺灣））.
33. ↑  . KADOKAWA.   [2024-05-09]. （原始内容存档于2022-06-26） （日语）.
34. ↑  . 台灣角川.   [2022-09-09]. （原始内容存档于2022-10-24） （中文（臺灣））.
35. ↑  . KADOKAWA.   [2024-05-09]. （原始内容存档于2022-07-02） （日语）.
36. ↑  . 台灣角川.   [2022-10-25]. （原始内容存档于2022-10-26） （中文（臺灣））.
37. ↑  . KADOKAWA.   [2024-05-09]. （原始内容存档于2022-12-20） （日语）.
38. ↑  . 台灣角川.   [2024-05-09]. （原始内容存档于2024-05-09） （中文（臺灣））.
39. ↑  . 台灣角川.   [2024-05-09]. （原始内容存档于2024-05-09） （中文（臺灣））.
40. ↑  . 台灣角川.   [2024-05-09]. （原始内容存档于2024-05-09） （中文（臺灣））.
41. ↑  義妹生活 [@gimaiseikatsu].  (推文). 2022-06-17 –Twitter （日语）.
42. ↑  . 台灣角川.   [2024-05-09]. （原始内容存档于2024-05-09） （中文（臺灣））.
43. ↑  . 台灣角川.   [2024-05-09]. （原始内容存档于2024-05-09） （中文（臺灣））.
44. ↑  義妹生活 [@gimaiseikatsu].  (推文). 2022-10-24  [2022-10-25] –Twitter （日语）.
45. ↑  . 台灣角川.   [2024-05-09]. （原始内容存档于2024-05-09） （中文（臺灣））.
46. ↑  . 台灣角川.   [2024-05-09]. （原始内容存档于2024-05-09） （中文（臺灣））.
47. ↑  三河ごーすと [@mikawaghost].  (推文). 2023-03-24 –Twitter （日语）.
48. ↑  . 台灣角川.   [2024-05-09]. （原始内容存档于2024-05-09） （中文（臺灣））.
49. ↑  . 台灣角川.   [2024-05-09]. （原始内容存档于2024-05-09） （中文（臺灣））.
50. ↑  . KADOKAWA.   [2024-05-09]. （原始内容存档于2023-07-01） （日语）.
51. ↑  . 台灣角川.   [2024-07-04] （中文（臺灣））.
52. ↑  . 台灣角川.   [2024-05-09]. （原始内容存档于2024-05-09） （中文（臺灣））.
53. ↑  . 台灣角川.   [2024-05-09]. （原始内容存档于2024-05-09） （中文（臺灣））.
54. ↑  . KADOKAWA.   [2023-12-02]. （原始内容存档于2024-01-21） （日语）.
55. ↑  . 台灣角川.   [2024-09-23]. （原始内容存档于2024-10-06）.
56. ↑  . KADOKAWA.   [2024-10-25]. （原始内容存档于2024-10-07） （日语）.
57. ↑  . 台灣角川.   [2025-03-28].
58. ↑  . 台灣角川.   [2025-03-28].
59. ↑  . KADOKAWA.   [2024-10-25]. （原始内容存档于2024-10-10） （日语）.
60. ↑  . KADOKAWA.   [2025-02-25] （日语）.
61. ↑  . KADOKAWA.   [2025-02-25] （日语）.
62. ↑  . KADOKAWA.   [2025-06-24] （日语）.
63. ↑  . KADOKAWA.   [2024-05-09]. （原始内容存档于2022-11-30） （日语）.
64. ↑  . KADOKAWA.   [2024-05-09]. （原始内容存档于2022-11-16） （日语）.
65. ↑  . KADOKAWA.   [2024-05-09]. （原始内容存档于2023-08-11） （日语）.
66. ↑  . KADOKAWA.   [2024-05-09]. （原始内容存档于2024-05-09） （日语）.
67. ↑  . KADOKAWA.   [2025-03-24] （日语）.
68. ↑  . KADOKAWA.   [2024-09-28]. （原始内容存档于2024-09-25） （日语）.
69. 1 2 3 4 5 6  . コミックナタリー (ナターシャ). 2023-07-23  [2024-01-28]. （原始内容存档于2023-07-24） （日语）.
70. ↑  . TVアニメ『義妹生活』公式サイト.   [2024-07-04]. （原始内容存档于2024-09-17） （日语）.
71. ↑  . AT-X. エー・ティー・エックス.   [2024-07-04]. （原始内容存档于2024-06-14）.
72. ↑  . 動畫《義妹生活》官方網站.   [2024-06-07]. （原始内容存档于2024-09-21） （日语）.
73. ↑  . animate Times. アニメイト. 2024-04-12  [2024-06-08]. （原始内容存档于2024-06-10） （日语）.

## 外部連結
- 電視動畫官方網站（日語）
- YouTube上的義妹生活頻道（日語）
- MF文庫J特設網站（日語）
- 漫畫連載網站（日語）
- 義妹生活的X（前Twitter）（日語）